# John Prince-Smith
John Prince-Smith (Londres, 20 de enero de 1809 - Berlín, 3 de febrero de 1874) fue un político  inglés, alemán  liberal y pro-libre comercio .

## Vida
Prince-Smith nació en Londres, Inglaterra, donde su padre trabajó como abogado. John creció en la Guyana Británica, luego fue a Eton en 1820, pero después de la muerte de su padre dos años más tarde, encontró trabajo como aprendiz. En 1830, se mudó a Hamburgo y encontró trabajo en Elbing, donde trabajó desde 1831 hasta 1840 como profesor de inglés.
Luego se mudó a Berlín. Los comerciantes (liberales) en las ciudades portuarias de Prusia sufrieron las medidas proteccionistas del Zollverein, y Prince-Smith pronto se vio involucrado políticamente, convirtiéndose en uno de los defensores más abiertos del Capitalismo de Manchester de libre comercio. Prince-Smith creía que los aranceles y el proteccionismo eran perjudiciales en general, y argumentó que el libre comercio mundial conduciría a la paz universal. Con el advenimiento de la Liga contra la Ley de Cereales en Gran Bretaña en la década de 1840, el mismo movimiento se inició en las ciudades portuarias prusianas. Prince-Smith se convirtió en mentor de posteriores liberales de libre comercio como Julius Faucher y Max Wirth. En 1860, en una conferencia económica en Colonia, el movimiento de libre comercio logró que se presentaran reformas esenciales al "Zollverein".
Prince-Smith fue elegido miembro del primer Reichstag (Reichstag (alemán)) en 1870.